# Rabobank (wielerploeg)/2004
Deze pagina geeft een overzicht van de wielerploeg Rabobank in 2004.
- Ploegleiders: Theo de Rooij, Adri van Houwelingen, Joop Zoetemelk, Frans Maassen, Nico Verhoeven
- Fietsenmerk: Colnago (Shimano)

## Wielrenners
| Naam                         | Geboortedatum | Nationaliteit    | Ploeg 2003 |
| ---------------------------- | ------------- | ---------------- | ---------- |
| Robert Bartko                | 23-12-1975    | Duitsland        |            |
| Michael Boogerd              | 28-05-1972    | Nederland        |            |
| Jan Boven                    | 28-02-1972    | Nederland        |            |
| Erik Dekker                  | 21-08-1970    | Nederland        |            |
| Hans Dekkers                 | 07-08-1981    | Nederland        |            |
| Kevin De Weert               | 27-05-1982    | België           |            |
| Maarten den Bakker           | 26-01-1969    | Nederland        |            |
| Óscar Freire                 | 15-02-1976    | Spanje           |            |
| Bram de Groot                | 18-12-1974    | Nederland        |            |
| Mathew Hayman                | 20-04-1978    | Australië        |            |
| Robert Hunter                | 22-04-1977    | Zuid-Afrika      |            |
| Steven de Jongh              | 25-11-1973    | Nederland        |            |
| Karsten Kroon                | 29-01-1976    | Nederland        |            |
| Levi Leipheimer              | 24-10-1973    | Verenigde Staten |            |
| Marc Lotz                    | 19-10-1973    | Nederland        |            |
| Ronald Mutsaars              | 19-04-1979    | Nederland        |            |
| Grischa Niermann             | 03-11-1975    | Duitsland        |            |
| Joost Posthuma (Vanaf 17-05) | 08-03-1981    | Nederland        | espoirs    |
| Michael Rasmussen            | 01-06-1974    | Denemarken       |            |
| Roy Sentjens                 | 15-12-1980    | Nederland        |            |
| Bobbie Traksel               | 03-11-1981    | Nederland        |            |
| Thorwald Veneberg            | 16-10-1977    | Nederland        |            |
| Marc Wauters                 | 23-02-1969    | België           |            |
| Pieter Weening               | 05-04-1981    | Nederland        |            |
| Remmert Wielinga             | 27-04-1978    | Nederland        |            |

den Bakker ·
Bartko ·
Boogerd ·
Boven ·
E. Dekker ·
Dekkers ·
De Weert ·
Freire  · 
de Groot ·
Hayman · 
Hunter ·
de Jongh ·
Kroon ·
Leipheimer ·
Lotz ·
Mutsaars ·
Niermann ·
Posthuma ·
Rasmussen ·
Sentjens ·
Traksel ·
Veneberg ·
Wauters ·
Weening ·
Wielinga ·
T. Dekker (stagiair) ·
Eltink (stagiair) 
Mannen: 1984 · 1985 · 1986 · 1987 · 1988 · 1989 · 1990 · 1991 · 1992 · 1993 · 1994 · 1995 · 1996 · 1997 · 1998 · 1999 · 2000 · 2001 · 2002 · 2003 · 2004 · 2005 · 2006 · 2007 · 2008 · 2009 · 2010 · 2011 · 2012 · 2013 · 2014 · 2015 · 2016 · 2017 · 2018 · 2019 · 2020 · 2021 · 2022 · 2023 · 2024 · 2025
Lijst van alle renners
Vrouwen: 2021 · 2022 · 2023 · 2024 · 2025